# Jagiellonia Białystok w sezonie 1952

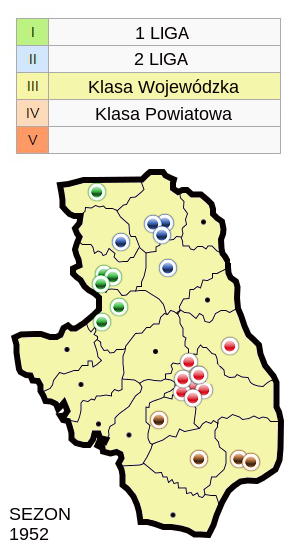
BOZPN - Zespoły występujące w Klasie Wojewódzkiej w sezonie 1952

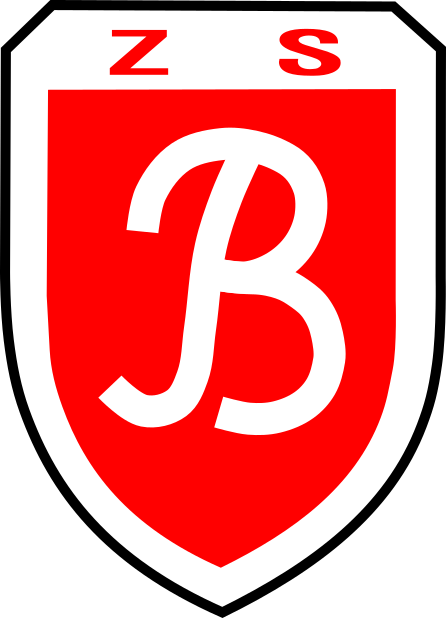
Budowlani Białystok 1948-1957

Budowlani Białystok jak przed rokiem przystąpili do rozgrywek okręgowej klasy wojewódzkiej (dawnej klasy A) Białostockiego OZPN.

Formalnie nazwy lig nieznacznie uległy zmianie (Liga Wojewódzka > 1 Klasa Wojewódzka, Klasa Powiatowa > 2 Klasa Wojewódzka), jednak trwało to tylko jeden sezon, w 1953 powrócono do starego nazewnictwa A,B,C.
W 1952 roku po raz pierwszy zespół przystąpił do rozgrywek Pucharu Polski.

## III poziom rozgrywkowy
Rozgrywki odbywały się w 4 grupach, zwycięzcy grup po losowaniu toczyli walkę (półfinał i finał) o miejsce premiowane awansem do III ligi. Drużyna Budowlanych wygrała walkę w swojej grupie, a następnie stoczyła zwycięski dwumecz z zespołem Budowlanych Bielsk Podlaski. W finałowym dwumeczu zdecydowanie ulegli zespołowi GWKS EŁK, 1:8 (u siebie) oraz 1: 6 (na wyjeździe).

## Tabela Klasy Wojewódzkiej (dawna klasa A) Białostocki OZPN
GRUPA I
| Lp. | Drużyna                  | M | Z | R | P | Bramki | Bramki | Różn. | Pkt. | Uwagi                |
| --- | ------------------------ | - | - | - | - | ------ | ------ | ----- | ---- | -------------------- |
| 1   | Budowlani Białystok      |   |   |   |   |        |        |       | b.d. | II runda (półfinały) |
| ?   | Gwardia II Białystok (b) |   |   |   |   |        |        |       | b.d. |                      |
| ?   | Kolejarz Białystok       |   |   |   |   |        |        |       | b.d. |                      |
| ?   | Budowlani Sokółka (b)    |   |   |   |   |        |        |       | b.d. |                      |
| ?   | Ogniwo Białystok         |   |   |   |   |        |        |       | b.d. |                      |
| ?   | Włókniarz Białystok (b)  |   |   |   |   |        |        |       | b.d. |                      |
| ?   | Włókniarz Wasilków (b)   |   |   |   |   |        |        |       | b.d. |                      |
| ?   | Spójnia Białystok (b)    |   |   |   |   |        |        |       | b.d. |                      |

- Brak wyników meczów, z pewnością awans do II rundy wywalczyła drużyna Budowlanych Białystok.

GRUPA II 

Budowlani Bielsk Podlaski, 2) Kolejarz Łapy, 3) Unia Hajnówka, 4) Kolejarz Hajnówka.

GRUPA III 

1) GWKS Ełk, 2) LZS Szczuczyn, 3) Kolejarz Ełk, 4) Budowlani Grajewo, 5) Spójnia Ełk, 6) WKS Gołdap.

GRUPA IV 

1) Budowlani Suwałki, 2) Budowlani Olecko, 3) Spójnia Suwałki, 4) Spójnia Olecko, 5) Spójnia Augustów, 6) WKS Suwałki.
PÓŁFINAŁY

Budowlani Białystok : Budowlani Bielsk Podlaski - brak wyników, jednak wiadomo, że awansowała drużyna z Białegostoku.

GWKS Ełk : Budowlani Suwałki - brak wyników, jednak wiadomo, że awansowała drużyna z Ełku.
FINAŁ

Budowlani Białystok : GWKS Ełk 1:8

GWKS Ełk : Budowlani Białystok 6:1
OSTATECZNA KLASYFIKACJA
| Lp.   | Drużyna                                                                 | Opis             |
| ----- | ----------------------------------------------------------------------- | ---------------- |
| 1     | GWKS Ełk                                                                | (awans III liga) |
| 2     | Budowlani Białystok                                                     |                  |
| 3-4   | Budowlani Bielsk Podlaski, Budowlani Suwałki                            |                  |
| 5-8   | LZS Szczuczyn, Gwardia II Białystok, Budowlani Olecko, Kolejarz Łapy    |                  |
| 9-12  | Kolejarz Ełk, Kolejarz Białystok, Spójnia Suwałki, Unia Hajnówka        |                  |
| 13-16 | Budowlani Grajewo, Budowlani Sokółka, Spójnia Olecko, Kolejarz Hajnówka |                  |
| 17-19 | Spójnia Ełk, Ogniwo Białystok, Spójnia Augustów                         |                  |
| 20-22 | WKS Gołdap, Włókniarz Białystok, WKS Wigry Suwałki                      |                  |
| 23    | Włókniarz Wasilków                                                      |                  |
| 24    | Spójnia Białystok                                                       |                  |

- Po zakończeniu rozgrywek decyzją władz WKKF utworzono klasę A i B. Do klasy A zakwalifikowano drużyny: Budowlani Suwałki, Kolejarz Ełk, Spójnia Suwałki, Unia Hajnówka, Ogniwo Białystok, Budowlani Sokółka, Gwardia II Białystok, GWKS II Ełk.

Z nieznanych przyczyn pominięto drużynę Budowlanych Białystok, która ostatnie dwa lata grała w finale rozgrywek klasy wojewódzkiej. Zespół Budowlanych w przyszłym sezonie wystąpi w klasie B.

## Mecze
| Mecze i wyniki | Mecze i wyniki       | Mecze i wyniki       | Mecze i wyniki | Mecze i wyniki | Mecze i wyniki         | Mecze i wyniki | Mecze i wyniki    | Poz w lidze. | Poz w lidze. | Poz w lidze. |
| Lp. | Data                 | Rozgrywki            | F.             | D/W            | Przeciwnik             | Wynik          | Strzelcy bramek   | M.           | P.           | Br.          |
| --- | -------------------- | -------------------- | -------------- | -------------- | ---------------------- | -------------- | ----------------- | ------------ | ------------ | ------------ |
| 1 193 |                      | Klasa Woj. - 1 kol.  | -              |                |                        | b.d.           |                   |              |              |              |
| 2 194 |                      | Klasa Woj. - 2 kol.  | -              |                |                        | b.d.           |                   |              |              |              |
| 3 195 |                      | Klasa Woj. - 3 kol.  | -              |                |                        | b.d.           |                   |              |              |              |
| 4 196 |                      | Klasa Woj. - 4 kol.  | -              |                |                        | b.d.           |                   |              |              |              |
| 5 197 |                      | Klasa Woj. - 5 kol.  | -              |                |                        | b.d.           |                   |              |              |              |
| 6 198 |                      | Klasa Woj. - 6 kol.  | -              |                |                        | b.d.           |                   |              |              |              |
| 7 199 |                      | Klasa Woj. - 7 kol.  | -              |                |                        | b.d.           |                   |              |              |              |
| 8 200 |                      | Klasa Woj. - 8 kol.  | -              |                |                        | b.d.           |                   |              |              |              |
| 9 201 |                      | Klasa Woj. - 9 kol.  | -              |                |                        | b.d.           |                   |              |              |              |
| 10 202 |                      | Klasa Woj. - 10 kol. | -              |                |                        | b.d.           |                   |              |              |              |
| 11 203 |                      | Klasa Woj. - 11 kol. | -              |                |                        | b.d.           |                   |              |              |              |
| 12 204 |                      | Klasa Woj. - 12 kol. | -              |                |                        | b.d.           |                   |              |              |              |
| 13 205 |                      | Klasa Woj. - 13 kol. | -              |                |                        | b.d.           |                   |              |              |              |
| 14 206 |                      | Klasa Woj. - 14 kol. | -              |                |                        |                |                   |              |              |              |
| 15 | Białystok            | El. do III ligi      | -              | D              | Budowlani Bielsk Podl. | zw.            |                   |              |              |              |
| 16 | Bielsk Podlaski      | El. do III ligi      | -              | W              | Budowlani Bielsk Podl. | zw.            |                   |              |              |              |
| 17 | Białystok            | El. do III ligi      | -              | D              | GWKS Ełk               | 1:8            |                   |              |              |              |
| 18 | Ełk                  | El. do III ligi      | -              | W              | GWKS Ełk               | 6:1            |                   |              |              |              |
| 19 1 | 11.05.1952 Białystok | PP Okr.- 1R          | -              | D              | AZS Białystok          | zw.            |                   | awans        | awans        | awans        |
| 20 2 | ?.?.1952 Białystok   | PP Okr.- 2R          | -              | D              | b.d.                   | zw.            |                   | awans        | awans        | awans        |
| 21 3 | 24.08.1952 Hajnówka  | PP Okr.- 3R          | -              | W              | Kolejarz Hajnówka      | 1:2            | Owdziej, Grynczel | awans        | awans        | awans        |
| 22 4 | 31.08.1952 Łapy      | PP Okr.- 4R          | -              | W              | Kolejarz Łapy          | 5:0            |                   | odpadnięcie  | odpadnięcie  | odpadnięcie  |
| {\displaystyle 1_{\ 3}^{\ 2}} - (1) Liczba meczów w sezonie, (2) wszystkie mecze ligowe na najwyższym poziomie rozgrywkowym, (3) wszystkie mecze w rozgrywkach ligowych (bez baraży) - rozgrywki ligowe, - rozgrywki pucharu polski, - rozgrywki pucharu ligi, - rozgrywki ligi europejskiej, - mecze barażowe lub eliminacyjne, - inne. |                      |                      |                |                |                        |                |                   |              |              |              |